# Bufo arabicus
Bufo arabicus (tên tiếng Anh: Arabian Toad) là một loài cóc trong họ Bufonidae.
Nó được tìm thấy ở Oman, Ả Rập Xê Út, Các Tiểu vương quốc Ả Rập Thống nhất, và Yemen.
Các môi trường sống tự nhiên của chúng là vùng đất có cây bụi nhiệt đới hoặc cận nhiệt đới, sông, sông có nước theo mùa, suối nước ngọt, vườn nông thôn, các vùng đô thị, ao, và đất có tưới tiêu.
Chỉ có chín loài lưỡng cư có ở bán đảo Ả Rập.